# Întorsura Buzăului
Întorsura Buzăului is een stad (oraș) in het Roemeense district Covasna. De stad telt 8905 inwoners (2002).
De stad ligt in de zuidelijke vallei van het district en is Roemeenstalig, ten noorden van de vallei ligt het Hongaarstalige Szeklerland. 
Steden met gemeentestatus: Sfântu Gheorghe · Târgu Secuiesc

Steden zonder gemeentestatus: Baraolt · Covasna · Întorsura Buzăului